# Краљ лавова 2: Симбин понос
Краљ лавова 2: Симбин понос (енгл. The Lion King 2: Simba's Pride) наставак је Дизнијевог анимираног филма „Краљ лавова”.

## Радња
Филм почиње доласком афричких животиња пред Поносну стену, на презентацију новорођене принцезе, ћерке краља Симбе и краљице Нале. Церемонија представљања се одвија као и у првом филму, мајмун Рафики подиже бебу над животињама на шта оне почну да реагују. Тада се појављује наслов филма, и затим видимо принцезу Киару, младунче из прве сцене, како покушава да оде да се игра. Отац покушава да је држи у што већој безбедности, с обзиром на невоље које је и сам преживео као млађи, и шаље своје најбоље пријатеље, мерката Тимона и Брадавичасту свињу Пумбу да је чувају. Киара ипак успе да им умакне и зађе у пусти предео земље где наилази на Ковуа, младунче из племена Отпадника, непријатеља Киариног племена. Њихов разговор прекида изненадни напад крокодила и младунци сарађују да би се спасили и дошли до сигурног подручја. Киара мисли да је напокон стекла пријатеља и жели да се игра са њим, али се тада појављује Симба, а затим и Ковуова мајка, Зира, вођа Отпадника. Зира има високо мишљење о Симбином стрицу и тиранском краљу Скару који је убио Симбиног оца Муфасу у првом филму. Након кратке расправе свако узима своје младунче и враћа се својој кући. Пред Поносном стеном Симба објашњава ћерки како је она део круга живота и да су и она и он заправо једно и једнаки, након чега јој опрашта на непажњи. У међувремену, на територији отпадника Зирина друга два детета, мала Витани и тинејџер Нука који мрзи Ковуа јер је Ковуа Скар одабрао за наследника, разговарају када се Зира и Кову врате. Мајка је у почетку љута на Ковуа, али јој тада пада на памет план како да свргне Симбу, постави Ковуа за краља и врати се у Поносну земљу са осталим Отпадницима.
Након неколико година Рафики на свом дрвету црта Киару, сада већ одраслу принцезу и Ковуа и кроз разговор са духом покојног краља Муфасе изражава своју бригу због њиховог упоредног одрастања. Тада Муфаса долази на идеју да ако се Киара и Кову заљубе то може бити крај проблема. Кову је израстао у снажног, младог лава под Зириним тренингом и циљ му је постао да убије Симбу. Киара се припрема за свој први лов и моли Симбу да је пусти да иде без пратње, али он ипак шаље Тимона и Пумбу за њом. Одрасли Витани и Нука одлазе на Гробље слонова да би узели ватру за коначно остварење плана. Киара, покушавајући да се клони својих чувара и што пре улови плен, налеће у пожар који јој подмећу Зирина деца и након кратког бега се онесвести. Тада долази Кову и одводи је у воду. Симба долази да интервенише након што се Киара буди и Симба тако увиђа да дугује Ковуу Киарин живот због чега му мора вратити дуг. Односно примити Ковуа у свој чопор, јер је млади лав наводно напустио Отпаднике, иако му не верује. Лавови се враћају Поносној стени и тамо Киара захтева од Ковуа да је подучи лову док их Зира и Нука посматрају из даљине.
Увече Симба има ноћну мору у којој Муфаса виси са литице, као у првом филму али Симба не може да му помогне јер га Скар одједном хвата. Муфаса пада, а Скар се претвара у Ковуа и баца Симбу у смрт, након чега се краљ буди. Ујутру, када Симба оде да се напоји, Кову се спрема да га заскочи, али наилази Киара и наговара Ковуа да почну са ловом. Њих двоје наилазе на Тимона и Пумбу и сви заједно случајно испровоцирају носороге да их појуре и Кову открива ужитак забаве, а и зближава се са Киаром. Нала и Симба разговарају о томе да ли се Ковуу може веровати док гледају њега и Киару. Кову је у дилеми, да ли да остане веран Зири и Скару или да допусти себи да се заљуби у принцезу и тако упропасти план. Појављује се Рафики који се ставља у улогу проводаџије између оно двоје и то му полази за руком. Симба одлучује да верује Ковуу, а Витани, која све то гледа из даљине помишља да је Кову издао свој род. Сутра Симба и Кову одлазе у шетњу током које краљ прича о Скаровим злоделима и они случајно зађу на територију Отпадника где их они под Зириним вођством опкољавају и нападају Симбу. Симба, помисливши да је ово од почетка била Ковуова клопка, покушава да побегне уз једну брану, а Кову се нађе у савршеној позицији да убије краља, али не чини то. Нука, желећи да се докаже мајци, хвата Симбу за ногу, али неколико грана пада на њега и угуши га до смрти, док Симба бежи и стиже до Поносне стене пре него што се онесвести. Зира за то време оптужује Ковуа за Нукину смрт и изгребе га по оку, стварајући му ожиљак налик Скаровом. Кову пркоси мајци по први пут и бежи од Отпадника, након чега Зира најављује да ће Симбино краљевство бити преузето силом. Кову се враћа до поносне стене, али Симба му више не верује и протерује га. Киара, потресена, одлучује да побегне за њим, јер га воли. Успева да га пронађе након дужег лутања и они се напокон спајају, а Киара схвата да би тако могла да се споје и њихова племена, која се већ припремају за рат.
На бојном пољу, Зира игнорише Симбину последњу понуду да се одустане од рата и битка почиње. Тренутак пре него што и вође уђу у већ распламсалу битку, Кову и Киара се поставе између њих и спрече их да наставе бој. Киара подсећа Симбу на оно што ју је учио када је била млађа, да су сви једнаки, и он одлучи да престане са битком. Зира наређује Витани да их нападне, али она схвата да је принцеза у праву и говори мајци да је доста рата, а њен пример следе и остали Отпадници. Зира, у налету беса наскаче на Симбу, али се Киара испречи испред њега и њих две падају са литице. Киара успева да се спасе, и нуди помоћ Зири која виси са литице, али она одбија из поноса, и пада у реку. Симба помаже Киари да се попне на врх и признаје Ковуу да је погрешио и прима и њега и Отпаднике у своје племе. Рафики венчава Киару и Ковуа, након чега се сви заједно пењу на Поносну стену и ричу, док Муфаса ца неба честита сину на мудрој одлуци.

## Ликови
- Симба је краљ и Киарин отац, један од главних ликова.
- Киара је Симбинa ћерка, такође један од главних ликова.
- Нала је Симбинa жена, Киарина мајка и краљица.
- Зира је Ковуова мајка, одметница.
- Кову је Зирин син, будући краљ и Киарин муж.
- Тимон и Пумба су Симбини пријатељи који сада чувају Киару.
- Нука је Ковуов брат жељан мајчине пажње.
- Витани је Ковуова сестра.
- Зазу је кљунорожац, Симбин саветник.
- Рафики је павијан, помало луд, породични пријатељ краљева.

## Песме
- Он живи у теби (He lives in you)
- Ми смо једно (We are one)
- Моја успаванка (My lullaby)
- Упенди (Upendi)
- Ниси један од нас (Not one of us)
- Љубав ће наћи пут (Love will find a way)
- Ми смо једно — реприза (We are one -reprise)

## Занимљивости

### Имена
- Нука на свахилију значи смрад.
- Витани на свахилију значи битка, иако је она прво требало да се зове Шејтани, што значи ђавоља.
- Зира на свахилију значи мржња.
- Кову на свахилију значи ожиљак.

### Оригинални концепти
- Прво је постојала идеја да Кову (радни назив му је био Нунка) буде Скаров син, али је ова идеја одбачена да би се избегао инцест између њега и Киаре. Такође требало је да Зира (радни назив јој је био Бјанка и требало је да буде у савезу са хијенама) пошаље Ковуа у мисију са циљем да заведе Киару.

Такође, Киара је требало да се сретне са Муфасиним духом, који би јој рекао да мора да заузме своје место у кругу живота. У раној верзији филма, Симба је требало да буде убијен од стране Отпадника, али су писци ово одбацили јер је било сувише језиво.
У каснијем развоју филма дошло је до још неких промена:
- Постојала је сцена одмах након Киарине презентације, у којој Рафики осликава своје дрво, а ветар који доноси Муфасин дух ствара црну мрљу на дрвету, што би требало да означава опасност у виду Ковуа.
- Пре него што би Киара пошла ка сушном подручју требало је да се појаве Зира и Кову кога она увежбава да лови, а за њима долазе Нука и Витани који доносе вести од томе да је Киара остала сама, након чега одушевљена Зира говори својој деци да ће се једнога дана они вратити старом Скаровом краљевству.
- На самрти је Нука требало да каже Зири да је напокон добио њену пажњу, али би то било и превише тужно, и слало би деци поруку: Треба да се повредиш за пажњу родитеља.
- Зира је у сцени у којој виси са литице требало да се сама пусти у смрт, али је самоубиство било сувише мрачно за Дизнијев филм.

Такође, постојало је неколико избрисаних ликова.
- Чака је требало да буде Кијарин старији брат, и младунче виђено на крају првог филма, али је избрисан да се прича не би исувише закомпликовала.
- Бинти је требало да буде Зазуова девојка, такође кљунорожац. Интересантно, постоји стрип инспирисан Краљем Лавова, назван: Зазуова девојка.

## Инспирација
Краљ лавова 2 је инспирисан Шекспировим познатим комадом Ромео и Јулија, док је Краљ лавова инспирисан Хамлетом. Интересантно, Зира у једној сцени има реплику: "Ако си гладан своје фунте меса…", што је очито референца на Шекспиров комад Млетачки трговац.